# Liparis plantaginea
Liparis plantaginea är en orkidéart som beskrevs av John Lindley. Liparis plantaginea ingår i släktet gulyxnen, och familjen orkidéer. Inga underarter finns listade i Catalogue of Life.